# Edition Juridica
Der Juridica Verlag wurde 1968 durch die Druckerei Heymann & Jahn im 15. Bezirk in Wien gegründet.
Das Ziel des Verlages war die Herstellung von Kurzkommentaren zu einzelnen Gesetzen. Der Verlag orientierte sich dabei besonders an den Bedürfnissen von Nichtjuristen und Laien und produzierte zahlreiche einfach verständliche und praktische Werke zu unterschiedlichen rechtlichen Themen. Der Verlag spezialisierte sich vor allem auf das Sicherheitsrecht, da dieses von besonders vielen nichtjuristischen Anwendern, zum Beispiel in Gemeinden, Bezirkshauptmannschaften, Grenzschutz, Polizei und Sicherheitsverwaltungen, vollzogen wird.
Am 30. Mai 1995 wurde der Juridica Verlag zu 100 % vom Verlag Manz übernommen und als eigenständige Tochter weitergeführt. Die gesamte Produktpalette des Juridica Verlags wurde überarbeitet und neu konzipiert. Im Jahr 2001 wurde der Juridica Verlag auch organisatorisch in den Manz Verlag eingebettet und nennt sich nun Edition Juridica.